# Dychtaoe
De Dychtaoe (Russisch: Дыхтау), Dych-taoe (Дых-тау) of Dysjtaoe (Дыштау) is een berg in de Grote Kaukasus. Hij is met een hoogte van 5203 meter na de Elbroes de op een na hoogste berg van zowel Rusland, de Kaukasus, als Europa en vormt zodoende een van de 'zeven tweede toppen'. Onderdeel van het massief van de Dychtaoe zijn de Poesjkinpiek (5100 m) en de Mizjirgi (5018 m).
De Dychtaoe bevindt zich in de Russische autonome republiek Kabardië-Balkarië op vijf kilometer ten noorden van de zogenaamde Bezengimuur, die de grens met Georgië is. De Dychtaoe vormt samen met de Kosjtan-Taoe het elf kilometer lange hoefijzervormige Noordelijk Massief, dat met de Bezingimuur een concentratie van vijfduizenders in de Kaukasus kent.